# Macintosh 128K
Apple Macintosh（简称：Mac）是苹果公司在1984年所推出的一款个人电脑，是苹果公司所推出的第二款采用图形用户界面的个人电脑产品，亦是苹果公司旗下的麦金塔系列电脑中的第一款产品，于1984年1月24日发布，在次年1985年10月1日停产，最初售价为1,995美元，后提价至2,495美元，在其继任者Macintosh 512K推出后，苹果公司将其更名为Macintosh 128K。 
Macintosh搭载了摩托罗拉68000处理器与图形用户界面操作系统System 1，配有一个9英寸的CRT显示器和一个软盘驱动器，所有组件都被装配于一个带有提手的米色外壳中，而在Mac的机箱内壁处还印有其开发团队所有成员的签名，苹果公司还为Mac预载了两个皆在展示其图形界面功能的软件：所见即所得文字处理器MacWrite和位图绘图软件MacPaint。
Macintosh项目最初由杰夫·拉斯金于1979年启动，最初的项目代号为“安妮”，后来，拉斯金将项目代号改为自己最喜欢的一种苹果旭苹果（McIntosh），但因与音频设备制造商McIntosh Laboratory的名字冲突，项目名称最终改为Macintosh。拉斯金最初的设想是制造一台1000美元售价的低成本、易于使用的机器，目标是将个人电脑普及至普通家庭。在1980年末，被从苹果公司的另一个项目Apple Lisa赶出来的史蒂夫·乔布斯加入了Mac项目，并逐渐取代了杰夫·拉斯金成为项目的新领导人，在乔布斯的推动下，Mac换上了更强劲的配置和新设计，由此得以实现出更多功能。
在Mac发布后的一段时间内，其销售额曾十分强劲，在1984年5月时苹果公司即售出了70,000台Mac，但好景不长，从1984年下半年开始，Mac的销量便一路下滑，到年底的月销量已跌至万台以下，导致其在次年10月即告停产。

## 图集

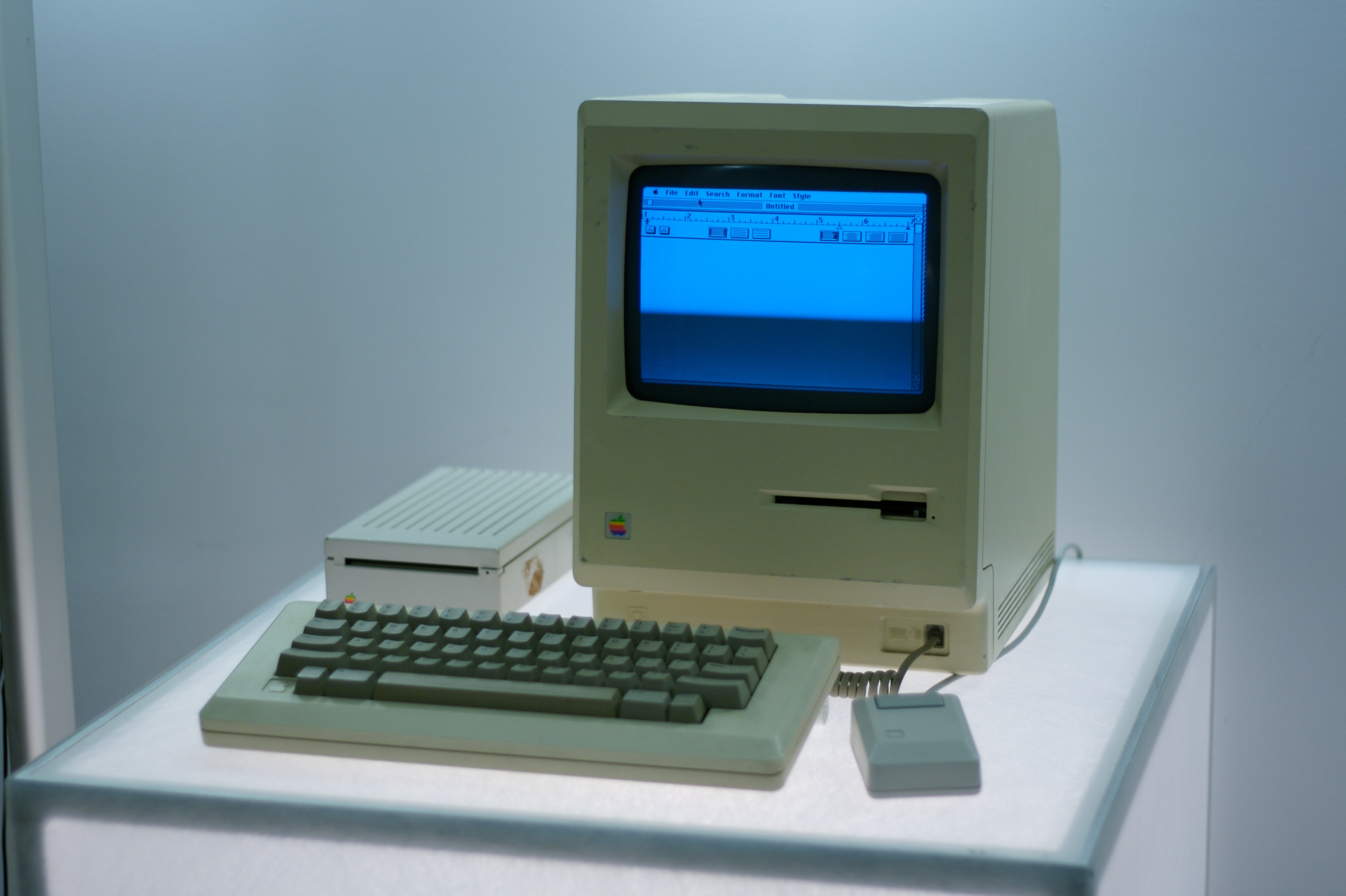
带鼠标、键盘与额外外置软盘驱动器的Mac
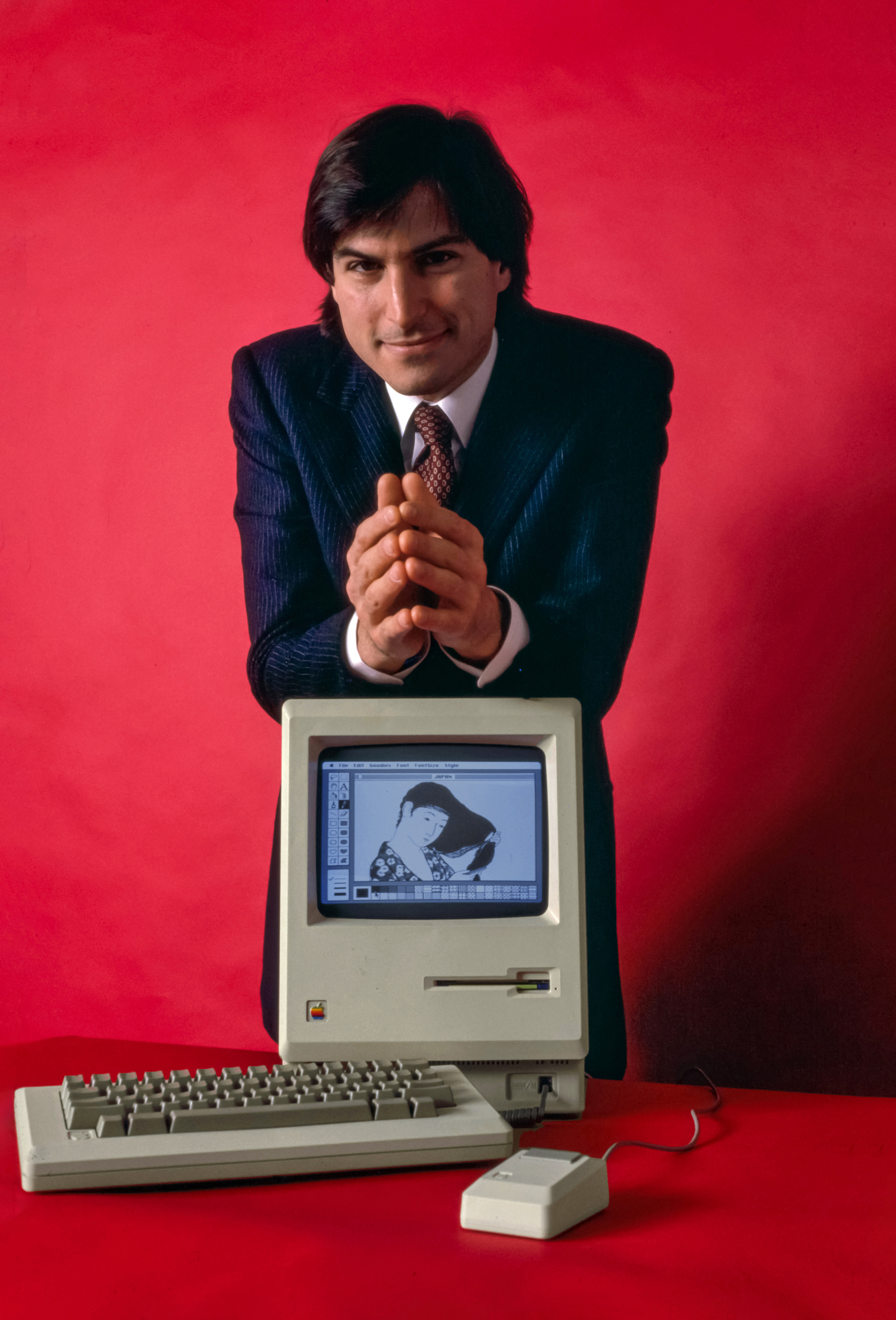
史蒂夫·乔布斯与Mac的合照
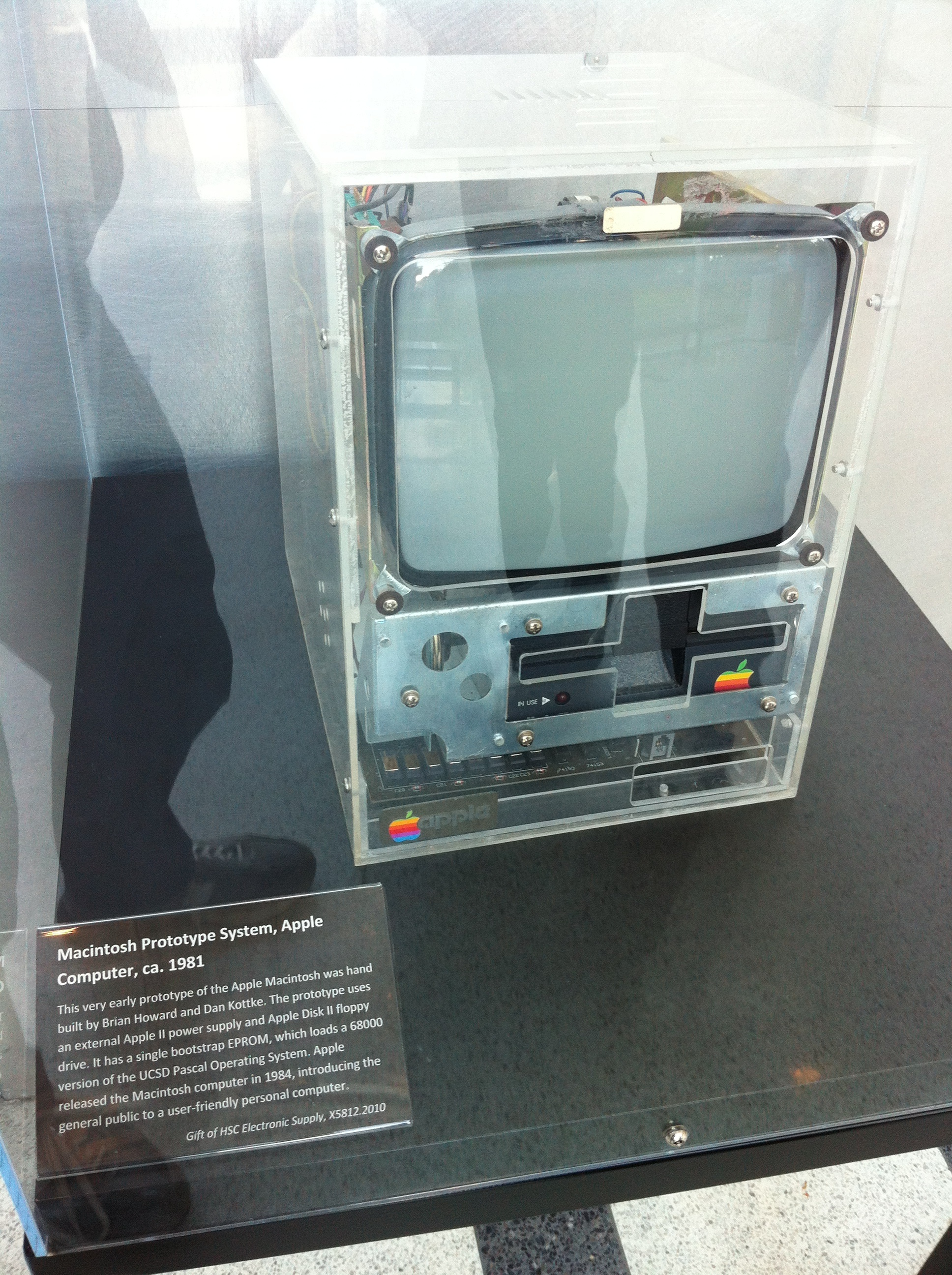
1981年时的早期Mac原型机，展于计算机博物馆
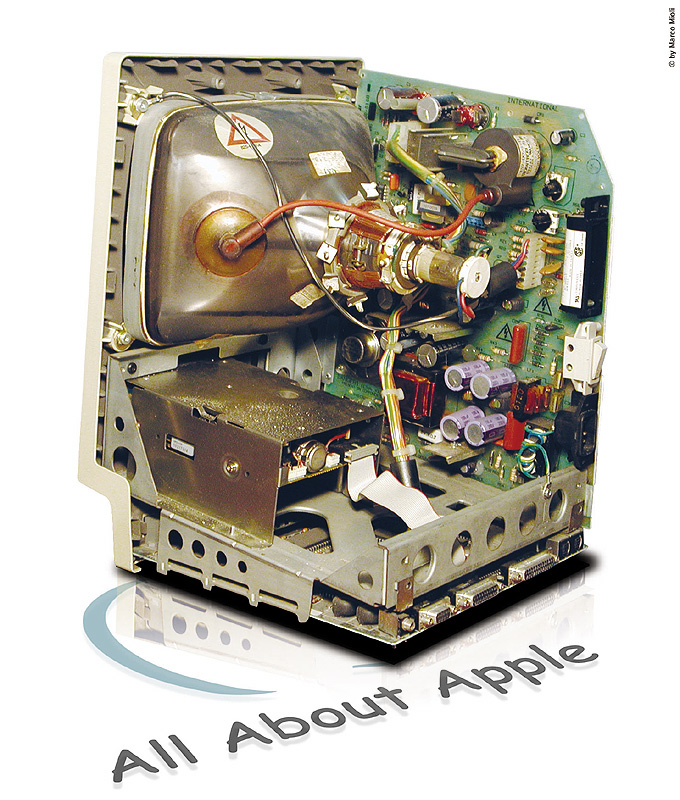
Mac的内部结构
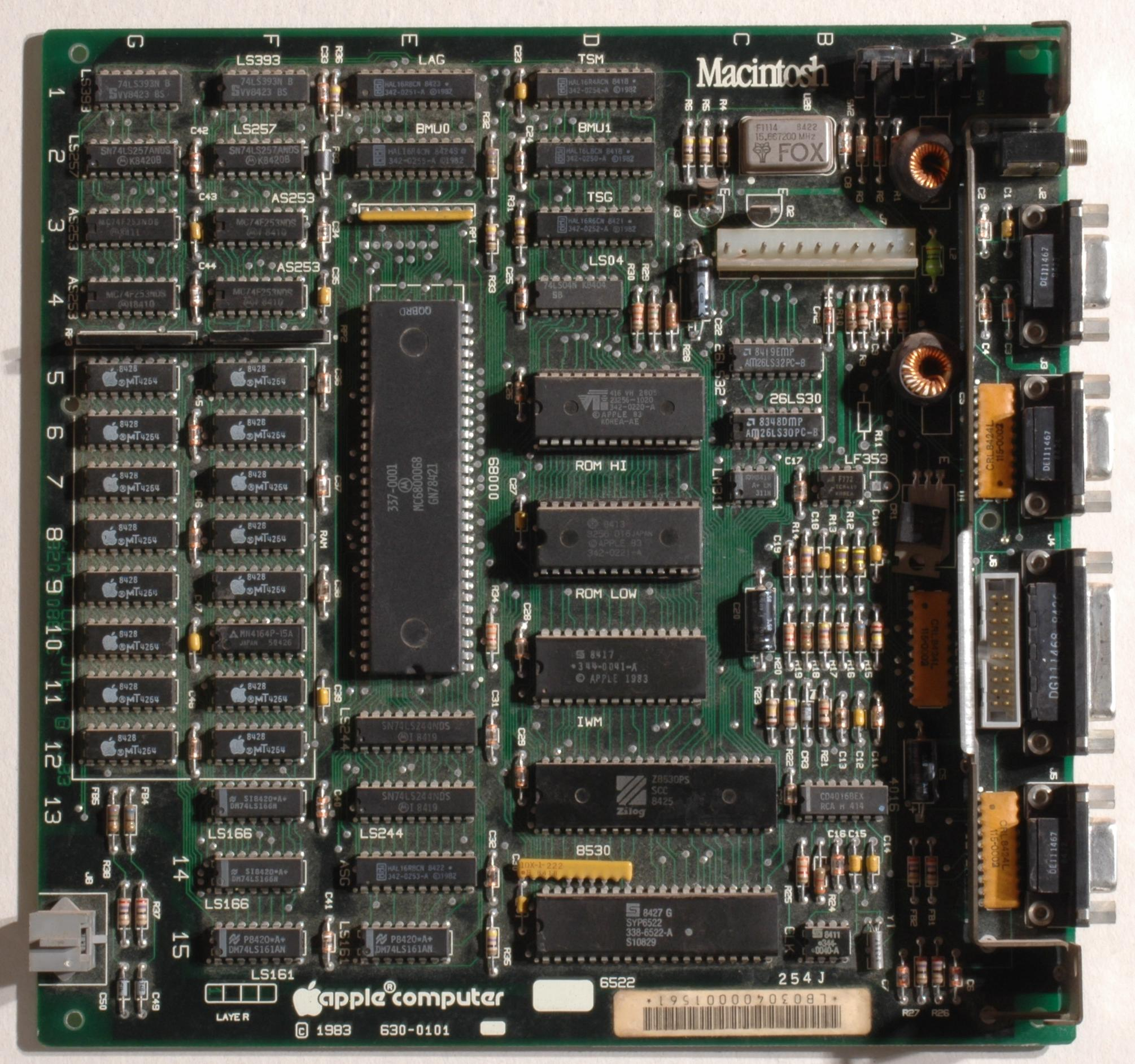
Mac的主板
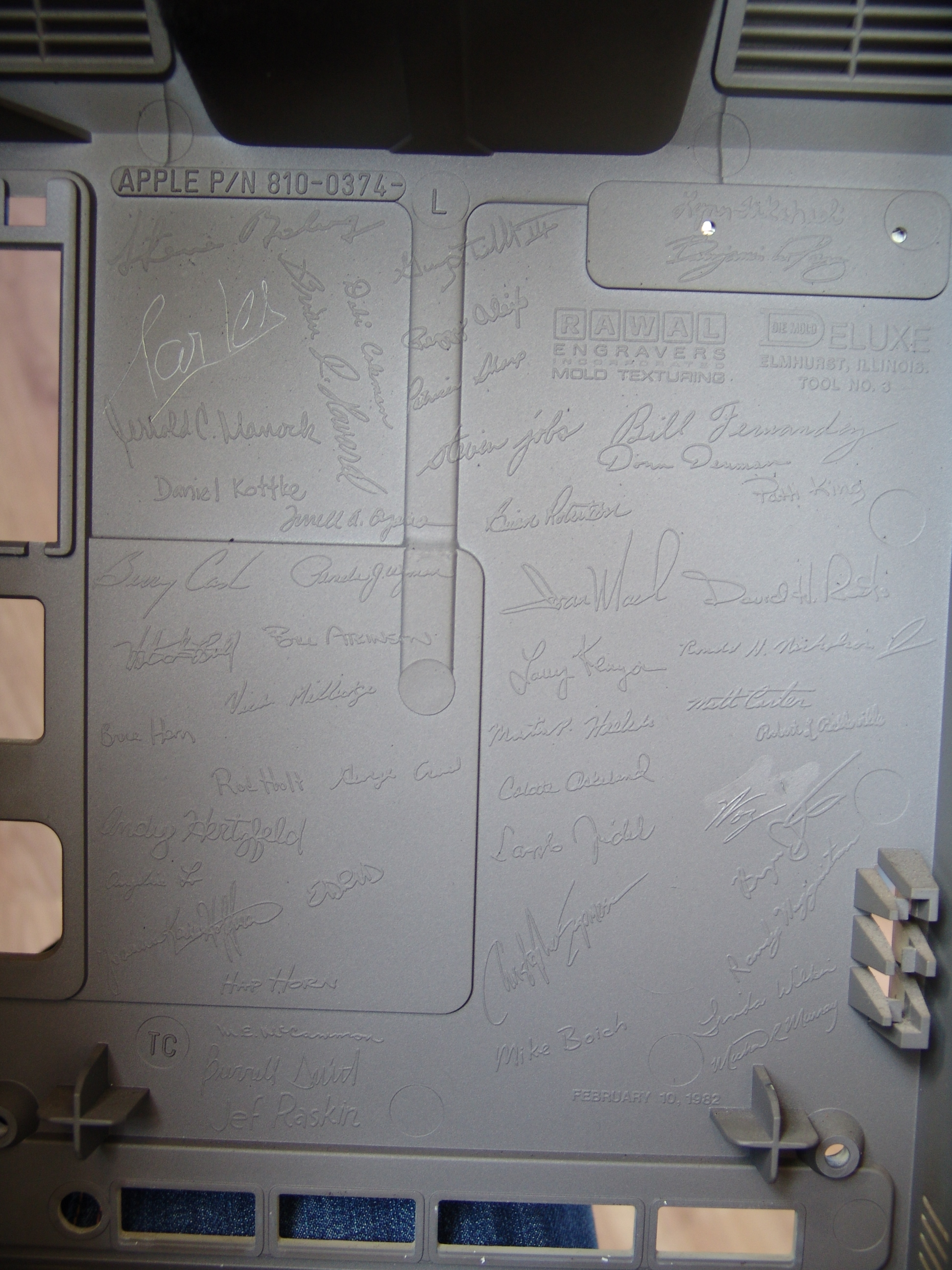
印在每台Mac机壳内侧的Mac项目团队集体签名
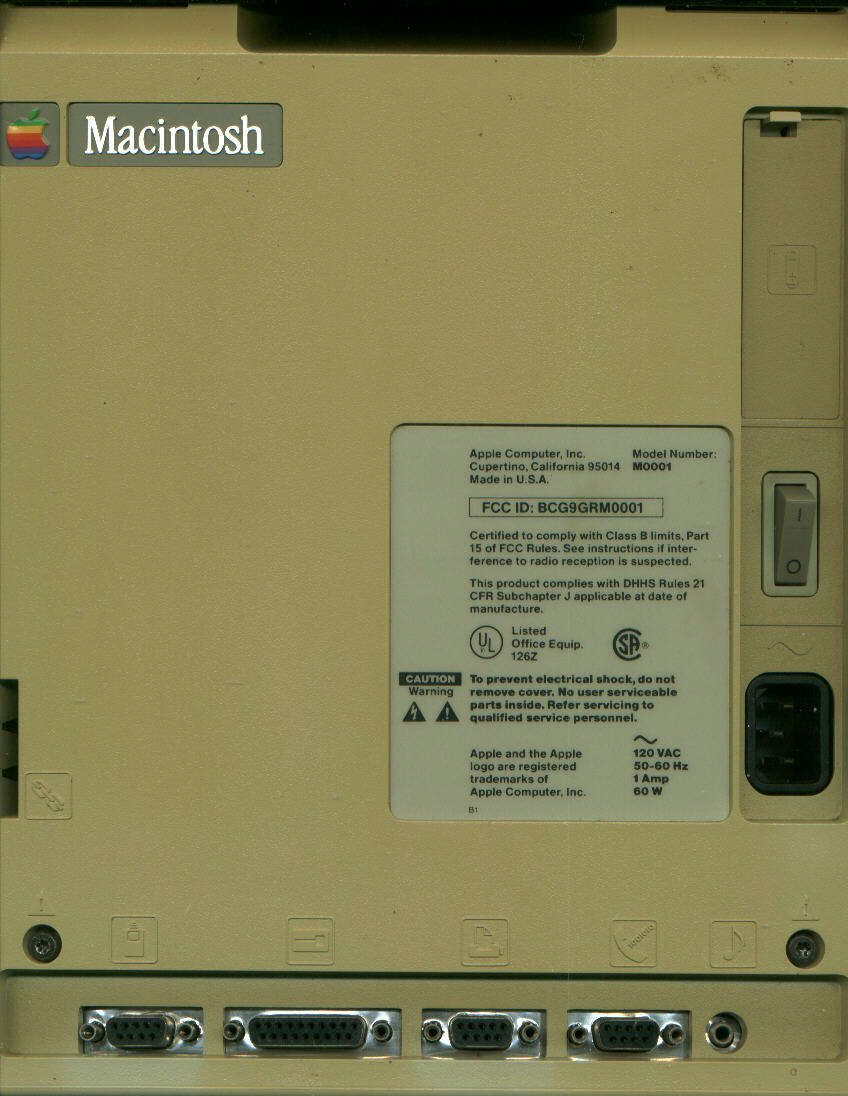
Mac的背壳
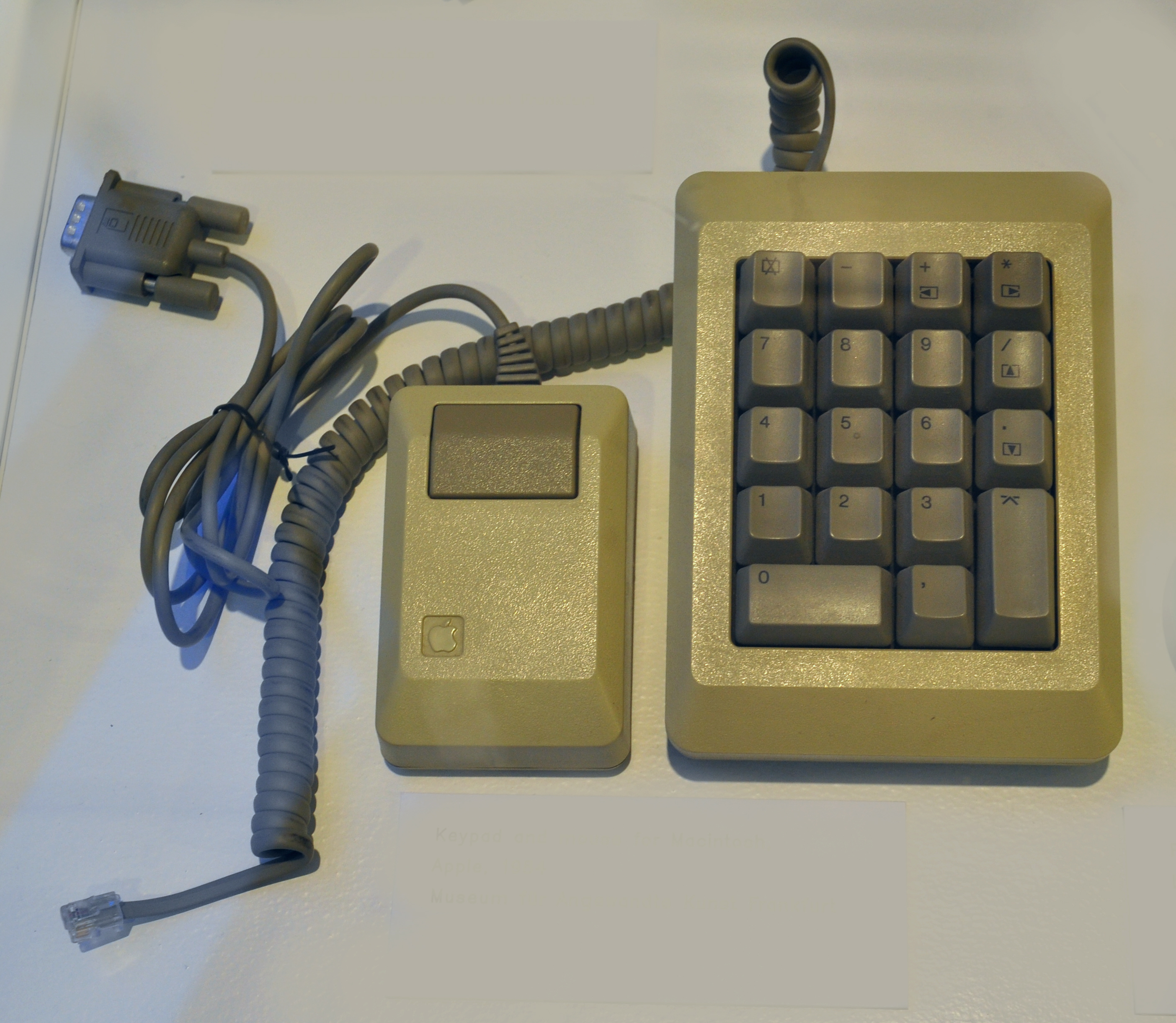
Mac的鼠标与数字小键盘

## 时间线
| 紧凑型麦金塔时间线                                        |
| --------------------------------------------------------- |
| 参见： 麦金塔电脑产品时间线 和 紧凑型麦金塔  |